# Lago Cramoner
El lago Cramoner (en alemán: Cramonersee) es un lago situado en el distrito de Mecklemburgo Noroccidental, en el estado de Mecklemburgo-Pomerania Occidental (Alemania), a una altitud de 43 metros; tiene un área de 53 hectáreas.